# Ollezy
Ollezy é uma comuna francesa na região administrativa de Altos da França, no departamento de Aisne. Estende-se por uma área de 5,31 km². Em 2010 a comuna tinha 180 habitantes (densidade: 33,9 hab./km²).